# Pencak silat tại Đại hội Thể thao Đông Nam Á 2019
Pencak silat tại Đại hội Thể thao Đông Nam Á năm 2019 diễn ra từ ngày 2 đến ngày 5 tháng 12 năm 2019 tại Subic Bay Exhibition and Convention Center, Subic Bay, Philippines, với các nội dung tranh tài bao gồm phần nghệ thuật biểu diễn Seni (tunggal, ganda và regu đội hình) và phần đối kháng thi đấu Tanding với các hạng cân nhẹ cho nam và nữ như Class A (45–50 kg nữ và nam), Class B (50–55 kg nữ và nam) và Class D (60–65 kg nam).

## Lịch trình
Lịch thi đấu môn Pencak silat như sau. Tất cả thời gian đều tính theo Giờ tiêu chuẩn PhilippinesUTC+8).
| Ngày                         | Giờ   | Nội dung            | Vòng thi đấu |
| ---------------------------- | ----- | ------------------- | ------------ |
| Thứ hai, 2 tháng 12 năm 2019 | 10:00 | Seni – Đơn nam      | Chung kết    |
| Thứ hai, 2 tháng 12 năm 2019 | 10:00 | Seni – Đồng đội nam | Chung kết    |
| Thứ hai, 2 tháng 12 năm 2019 | 15:00 | Seni – Đôi nam      | Chung kết    |
| Thứ ba, 3 tháng 12 năm 2019  | 10:15 | Seni – Đơn nữ       | Chung kết    |
| Thứ ba, 3 tháng 12 năm 2019  | 11:00 | Tanding             | Vòng loại    |
| Thứ tư, 4 tháng 12 năm 2019  | 10:00 | Tanding             | Bán kết      |
| Thứ năm, 5 tháng 12 năm 2019 | 10:00 | Tanding             | Chung kết    |

## Bảng huy chương
| Hạng               | Đoàn               | Vàng | Bạc | Đồng | Tổng số |
| ------------------ | ------------------ | ---- | --- | ---- | ------- |
| 1                  | Indonesia          | 2    | 3   | 2    | 7       |
| 2                  | Singapore          | 2    | 1   | 2    | 5       |
| 3                  | Malaysia           | 2    | 0   | 2    | 4       |
| 4                  | Philippines        | 1    | 2   | 1    | 4       |
| 4                  | Thái Lan           | 1    | 2   | 1    | 4       |
| 6                  | Việt Nam           | 1    | 1   | 2    | 4       |
| 7                  | Lào                | 0    | 0   | 3    | 3       |
| 8                  | Brunei             | 0    | 0   | 1    | 1       |
| Tổng số (8 đơn vị) | Tổng số (8 đơn vị) | 9    | 9   | 14   | 32      |

## Tóm tắt kết quả

### Seni (Biểu diễn)
| Đơn nam      | Edmar Tacuel · Philippines                                                                    | Muhammad Iqbal Abdul Rahman · Singapore             | Dino Sulistianto · Indonesia                                                      |  |  |  |
| Đôi nam      | Malaysia · Mohd Taqiyuddin Hamid · Sazlan Yuga                                                | Philippines · Alfau Jan Abad · Almohaidib Abad      | Lào · Amphonh Khounchaleun · Alisack Singsouvong                                  |  |  |  |
| Đồng đội nam | Singapore · Hamillatu Arash Juffrie · Nujaid Hasif Zainal Abidin · Muhammad Nazrul Mohd Kamal | Thái Lan · Masofee Wani · Fadil Dama · Islamee Wani | Malaysia · Muhammad Syafiq Ibrahim · Mohd Juned Abdullah · Nasrul Edzam Mohd Asri |  |  |  |
|              |                                                                                               |                                                     |                                                                                   |  |  |  |
| Đơn nữ       | Puspa Arumsari · Indonesia                                                                    | Mary Francine Padios · Philippines                  | Anisah Najihah Abdullah · Brunei                                                  |  |  |  |

### Tanding (đối kháng)

#### Nam
| Hạng cân        | Vàng                             | Bạc                                | Đồng                                  |
| --------------- | -------------------------------- | ---------------------------------- | ------------------------------------- |
| Hạng A 45–50 kg | Nitinai Thamkaeo · Thái Lan      | Khoirudin Mustakim · Indonesia     | Thanaphonh Simphilavong · Lào         |
| Hạng A 45–50 kg | Nitinai Thamkaeo · Thái Lan      | Khoirudin Mustakim · Indonesia     | Mohammad Khairi Adie Azhar · Malaysia |
| Hạng B 50–55 kg | Muhammad Hazim Yusli · Singapore | Nguyễn Đình Tuấn · Việt Nam        | Hidayat Limonu · Indonesia            |
| Hạng B 50–55 kg | Muhammad Hazim Yusli · Singapore | Nguyễn Đình Tuấn · Việt Nam        | Dines Dumaan · Philippines            |
| Hạng D 60–65 kg | Zulfazly Zulfakar · Malaysia     | Hanifan Yudani Kusumah · Indonesia | Adilan Chemaeng · Thái Lan            |
| Hạng D 60–65 kg | Zulfazly Zulfakar · Malaysia     | Hanifan Yudani Kusumah · Indonesia | Nguyễn Ngọc Toàn · Việt Nam           |

#### Nữ
| Hạng cân        | Vàng                       | Bạc                       | Đồng                             |
| --------------- | -------------------------- | ------------------------- | -------------------------------- |
| Hạng A 45–50 kg | Suci Wulandari · Indonesia | Firdao Duromae · Thái Lan | Atiq Syazwani Roslan · Singapore |
| Hạng A 45–50 kg | Suci Wulandari · Indonesia | Firdao Duromae · Thái Lan | Phạm Thị Tươi · Việt Nam         |
| Hạng B 50–55 kg | Trần Thị Thêm · Việt Nam   | Jeni Kause · Indonesia    | Olathai Sounthavong · Lào        |
| Hạng B 50–55 kg | Trần Thị Thêm · Việt Nam   | Jeni Kause · Indonesia    | Nurul Suhaila · Singapore        |